# Montilly
Montilly és un municipi francès, situat al departament de l'Alier i a la regió d'Alvèrnia-Roine-Alps. L'any 2007 tenia 541 habitants.

## Demografia

### Població
El 2007 la població de fet de Montilly era de 541 persones. Hi havia 204 famílies de les quals 28 eren unipersonals (8 homes vivint sols i 20 dones vivint soles), 84 parelles sense fills, 88 parelles amb fills i 4 famílies monoparentals amb fills.
La població ha evolucionat segons el següent gràfic:
Habitants censats

### Habitatges
El 2007 hi havia 239 habitatges, 204 eren l'habitatge principal de la família, 13 eren segones residències i 22 estaven desocupats. 232 eren cases i 7 eren apartaments. Dels 204 habitatges principals, 156 estaven ocupats pels seus propietaris, 43 estaven llogats i ocupats pels llogaters i 5 estaven cedits a títol gratuït; 3 tenien dues cambres, 26 en tenien tres, 68 en tenien quatre i 107 en tenien cinc o més. 165 habitatges disposaven pel capbaix d'una plaça de pàrquing. A 55 habitatges hi havia un automòbil i a 136 n'hi havia dos o més.

### Piràmide de població
La piràmide de població per edats i sexe el 2009 era:
| Homes | Edats   | Dones |
| ----- | ------- | ----- |
| 0     | 95 o +  | 0     |
| 0     | 90 a 94 | 4     |
| 0     | 85 a 89 | 8     |
| 0     | 80 a 84 | 0     |
| 12    | 75 a 79 | 12    |
| 12    | 70 a 74 | 8     |
| 12    | 65 a 69 | 4     |
| 16    | 60 a 64 | 16    |
| 12    | 55 a 59 | 0     |
| 32    | 50 a 54 | 20    |
| 36    | 45 a 49 | 48    |
| 20    | 40 a 44 | 16    |
| 12    | 35 a 39 | 16    |
| 16    | 30 a 34 | 12    |
| 12    | 25 a 29 | 12    |
| 12    | 20 a 24 | 12    |
| 36    | 15 a 19 | 16    |
| 16    | 10 a 14 | 16    |
| 0     | 5 a 9   | 4     |
| 0     | 0 a 4   | 4     |

## Economia
El 2007 la població en edat de treballar era de 365 persones, 278 eren actives i 87 eren inactives. De les 278 persones actives 260 estaven ocupades (131 homes i 129 dones) i 18 estaven aturades (9 homes i 9 dones). De les 87 persones inactives 35 estaven jubilades, 31 estaven estudiant i 21 estaven classificades com a «altres inactius».

### Ingressos
El 2009 a Montilly hi havia 212 unitats fiscals que integraven 555 persones, la mediana anual d'ingressos fiscals per persona era de 19.071 €.

### Activitats econòmiques
Dels 8 establiments que hi havia el 2007, 2 eren d'empreses de construcció, 1 d'una empresa de comerç i reparació d'automòbils, 1 d'una empresa de transport, 1 d'una empresa financera, 2 d'empreses de serveis i 1 d'una entitat de l'administració pública.
Dels 2 establiments de servei als particulars que hi havia el 2009, 1 era una fusteria i 1 restaurant.
L'any 2000 a Montilly hi havia 24 explotacions agrícoles que ocupaven un total de 1.650 hectàrees.

## Equipaments sanitaris i escolars
El 2009 hi havia una escola elemental.

## Poblacions més properes
El següent diagrama mostra les poblacions més properes.